# Monroe (Dakota del Sud)
Monroe és una població dels Estats Units a l'estat de Dakota del Sud. Segons el cens del 2000 tenia 163 habitants.

## Demografia
Segons el cens del 2000, Monroe tenia 163 habitants, 70 habitatges, i 48 famílies. La densitat de població era de 165,6 habitants per km².
Dels 70 habitatges en un 28,6% hi vivien nens de menys de 18 anys, en un 52,9% hi vivien parelles casades, en un 11,4% dones solteres, i en un 31,4% no eren unitats familiars. En el 27,1% dels habitatges hi vivien persones soles el 14,3% de les quals corresponia a persones de 65 anys o més que vivien soles. El nombre mitjà de persones vivint en cada habitatge era de 2,33 i el nombre mitjà de persones que vivien en cada família era de 2,77.
Per edats la població es repartia de la següent manera: un 23,9% tenia menys de 18 anys, un 8% entre 18 i 24, un 24,5% entre 25 i 44, un 21,5% de 45 a 60 i un 22,1% 65 anys o més.
L'edat mediana era de 39 anys. Per cada 100 dones de 18 o més anys hi havia 87,9 homes.
La renda mediana per habitatge era de 34.375 $ i la renda mediana per família de 42.143 $. Els homes tenien una renda mediana de 26.875 $ mentre que les dones 26.875 $. La renda per capita de la població era de 17.512 $. Entorn de l'1,9% de les famílies i el 10,4% de la població estaven per davall del llindar de pobresa.

## Poblacions més properes
El següent diagrama mostra les poblacions més properes.